# Cosmarium subretusiforme
Cosmarium subretusiforme là một loài Song tinh tảo trong họ Desmidiaceae, thuộc chi Cosmarium.